# 熊本市立砂取小学校
熊本市立砂取小学校（くまもとしりつ すなとりしょうがっこう）は、熊本県熊本市中央区神水（くわみず）一丁目にある公立小学校。熊本県立熊本商業高等学校とフェンスを挟んで隣接する。

## 沿革
- 1917年（大正6年） - 熊本県第二師範学校附属小学校開校
- 1931年（昭和6年） - 熊本県師範学校第二附属小学校と改称
- 1933年（昭和8年） - 熊本市立砂取尋常小学校と改称
- 1941年（昭和16年） - 熊本市立砂取国民学校と改称
- 1947年（昭和22年） - 熊本市立砂取小学校と改称
- 1954年（昭和29年） - 熊本市立託麻原小学校を分離
- 1957年（昭和32年） - 熊本市立託麻原小学校、帯山分校に校区一部移転

## 歴代校長
- 1917年（大正6年） - 初代校長

## 教育目標
- 喜んで登校し、生き生きと学び、生命かがやく子どもの育成

## 経営の方針
- 教職員の和と信頼を経営の根幹とし、児童愛・教育愛に生き、教育者としての使命と責任を自覚し、常に健康に留意するとともに、研修に努め、差別やいじめのない民主的で笑顔のある明るい学校づくりに精励する。

## めざす姿
- こんな子どもに
  - やさしく思いやりのある子ども・・・やさしく（協力）
  - よく考え、よく学習する子ども・・・かしこく（誠実）
  - ほがらかで元気な子ども・・・・・・たくましく（健康）
- こんな学校に
  - 子どもにとって、よく学び、よく遊べる学校
  - 家庭、地域社会に貢献できる学校
  - 動的、美的に整備された学校
- こんな教師に
  - 人権を尊重し、教育愛に燃え、信頼される教師
  - 研鑽に努め、子どもと授業を大切にする教師
  - 言葉より実行によって導く教師

## 委員会
- 園芸委員会
- 図書委員会
- 放送委員会
- 保健委員会
- 体育委員会
- 給食委員会
- 企画委員会
- 環境美化委員会
- 生活安全委員会

## 部活

### 運動部
- 野球部
- サッカー部
- バドミントン部
- バレー部
- 総合運動部

### 文化部
- 音楽部

## 施設
- 平成18年度に改築された体育館がある。
- 体育館の隣には、プールがある。
- 敷地内には、「江津湖の森」と呼ばれる池がある。その周りには多くの植物があり、児童の憩いの場となっている。

## 学校周辺
- 熊本県立熊本商業高等学校
- 熊本市電　商業高校前電停
- 熊本県庁
- 水前寺成趣園
- 熊本県立図書館
- 熊本市立総合体育館
- 電車通り